# Borgo Ticino
Borgo Ticino (Bur Tisín in lombardo e piemontese) è un comune italiano di 5 143 abitanti della provincia di Novara in Piemonte.

## Storia
Il territorio di Borgo Ticino fu frequentato fin dall'epoca preistorica come documentano alcuni resti archeologici, sempre in base a ritrovamenti archeologici sembra che il suo territorio fosse abitato anche in epoca romana.
Borgo Franco, come era chiamato nella sua prima fase di vita l'attuale insediamento, fu edificato da Novara prima del 1190 sulla collina sovrastante l'antico centro fortificato di Lupiate indicato nei documenti come curia Lupiati. La nuova fondazione era rivolta a contrastare i signori locali, la potente famiglia dei da Castello.
Nel 1413 i diritti feudali su Borgo Ticino vennero concessi a Lancillotto ed Ermete Visconti. Nel 1447 il feudo passò alla famiglia Borromeo alla quale rimase fino al 1646.
Durante l'età napoleonica il comune entrò a far parte del Dipartimento dell'Agogna, cantone di Arona.
Dopo il ritorno dei Savoia, nel XIX secolo venne a capo di un mandamento da cui dipendevano i centri di Agrate Conturbia, Bogogno, Castelletto Sopra Ticino, Comignago, Divignano, Pombia, Varallo Pombia e Veruno; vi avevano sede il tribunale di giudicatura e l'ufficio delle gabelle regie.
Nel 1855 fu inaugurata la linea della ferrovia Arona-Novara, lungo la quale si trova la stazione di Borgo Ticino.
Durante la seconda guerra mondiale, Borgo Ticino fu vittima di un sanguinoso eccidio: il 13 agosto 1944 per rappresaglia le truppe nazifasciste misero a morte 12 giovani innocenti, poi saccheggiarono e incendiarono numerose case. Ai dodici martiri è dedicata la piazza principale del paese.
Il testimone Alessandro Griggio ha detto: “Io, con queste mani, proprio con queste, li ho presi e portati al cimitero. Con queste mani. Non posso dimenticare quella mattina, quello che ho fatto, quello che ho toccato. Le mie mani che prendono i corpi dei miei amici le ho sognate e le sogno tuttora”
Il 17 ottobre 2012 presso il Tribunale Militare di Verona è stata pronunciata la condanna all'ergastolo di Ernst Wadenpfhul, unico sopravvissuto tra i nazifascisti responsabili della strage di Borgo Ticino.
Nel dopo guerra il paese è stato oggetto di una forte immigrazione, proveniente principalmente da Calabria e Veneto.

## Monumenti e luoghi d'interesse

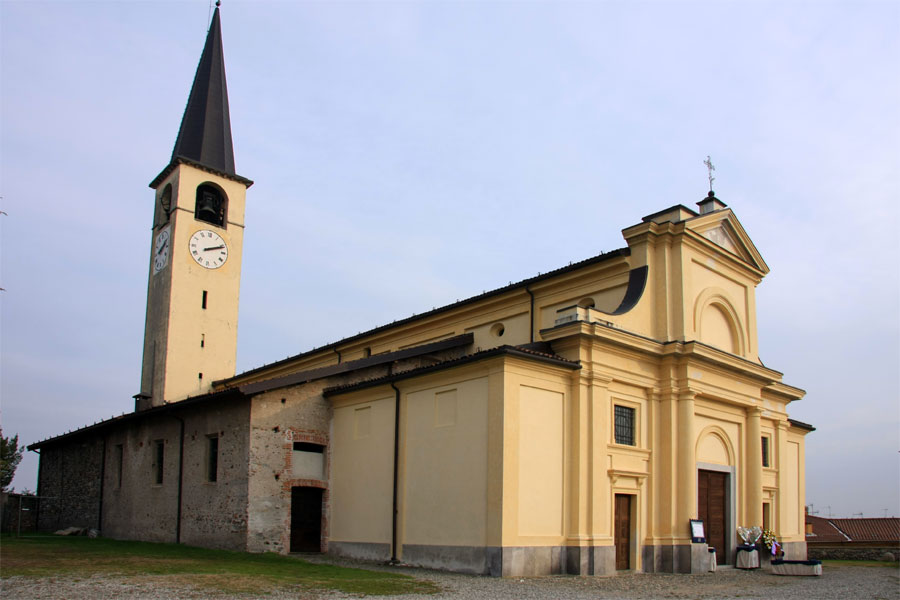
Chiesa parrocchiale

- Santuario della Madonna delle Grazie, posto fuori dal paese in direzione di Arona. Documentato a partire dal XII secolo fu ricostruito in chiave barocca nel 1631; dell'originaria costruzione romanica si conservano oggi solo il campanile ed un tratto del muro settentrionale.
- Chiesa parrocchiale di Santa Maria Vergine Assunta sorge sull'altura detta del "castellazzo", costruita nel XII secolo, conserva nel campanile resti di affreschi medievali. pensili a gruppi di tre, come nella zona absidale. La struttura attuale è una ricostruzione ottocentesca realizzata dall'architetto Luigi Orelli di Novara, l'interno è stato affrescato sempre nell'Ottocento dal pittore milanese Gaetano Vaccani. Presso la chiesa sorge un Tempietto Ossario secentesco che era parte integrante di un antico cimitero.
- Oratorio di San Fabiano, posto lungo la provinciale che conduce a Castelletto Sopra Ticino.
- Chiesa di San Zeno, in località Cascina San Pietro, sono visibili solo i resti di alcuni tratti di muro, dell'abside e della navata.
- Prea Güzza, grande masso erratico trasportato dagli scioglimenti dei ghiacciai.
- Torre Vignolo, i cui resti sono visibili nella riserva naturale del Bosco Solivo.
- Massi coppellati di epoca preistorica.

### Aree naturali
- Riserva naturale orientata di Bosco Solivo, area protetta appartenente ai Parchi e Riserve Naturali del Lago Maggiore.[8]

## Cultura
- Biblioteca civica "Antonio Cerruti"[9].

### Eventi culturali
- Premio letterario nazionale "Antonio Cerruti" - "Ariodante Marianni".[senza fonte]

## Associazioni
Le associazioni sul territorio sono molteplici.
- AVIS (Sezione di Borgo Ticino) nasce nel 1971 con lo scopo principale di raccogliere sangue da destinarsi all'ospedale Maggiore di Novara.
- AZBT (Associazione Zoofila Borgo Ticino) nasce nel 2007 in collaborazione con il canile sanitario comunale.
- Il Cortilaccio nasce nel 2016 da un gruppo di genitori e professionisti, che operano in ambito della crescita e del benessere di altre persone. Collabora con il comune nella gestione del servizio biblioteca e realizza attività extrascolastiche.
- A.I.B. (Squadra volontari antincendi boschivi di Borgo Ticino) fa parte del corpo regionale del Piemonte. Fondata nel 1994 da un gruppo di cittadini come servizio di protezione civile. Dal 2001 diventa antincendi boschivi.
- 2nove9 bikers care - associazione che offre diversi servizi gratuiti per vittime di incidenti stradali.
- Centro incontro Arcobaleno (storico centro anziani del paese).
- Gruppo Alpini Di Borgo Ticino sezione di Intra.
- Spazio Arte e pinacoteca comunale.
- Pro loco di Borgo Ticino, associazione turistica che nasce nel 1999 con lo scopo di essere parte attiva nel paese.

## Società
La popolazione residente conta numerose comunità immigrate nel primo dopoguerra da altre regioni italiane, specialmente Calabria e Veneto

### Evoluzione demografica
Abitanti censiti

## Infrastrutture e trasporti
- Treno: Ferrovie dello Stato linea Arona-Novara
- Pullman: società Stn linee Novara-Domodossola-Arona; Novara-Varallo Pombia-Borgomanero; Novara-Bellinzago-Oleggio-Marano Ticino-Pombia-Varallo Pombia-Borgoticino.

## Amministrazione
Di seguito è presentata una tabella relativa alle amministrazioni che si sono succedute in questo comune.
| Periodo          | Periodo          | Primo cittadino     | Partito                                                        | Carica      | Note   |
| ---------------- | ---------------- | ------------------- | -------------------------------------------------------------- | ----------- | ------ |
| 29 novembre 1988 | 22 novembre 1993 | Mario Chinello      | Partito Comunista Italiano, Partito Democratico della Sinistra | Sindaco     | [ 11 ] |
| 22 novembre 1993 | 17 novembre 1997 | Mario Chinello      | Partito Democratico della Sinistra                             | Sindaco     | [ 11 ] |
| 17 novembre 1997 | 6 febbraio 2001  | Roberto Celesia     | lista civica                                                   | Sindaco     | [ 11 ] |
| 8 febbraio 2001  | 14 maggio 2001   | Arnaldo Agresta     |                                                                | Comm. pref. | [ 11 ] |
| 14 maggio 2001   | 30 maggio 2006   | Giovanni Orlando    | sinistra                                                       | Sindaco     | [ 11 ] |
| 29 maggio 2006   | 16 maggio 2011   | Giovanni Orlando    | centro-sinistra                                                | Sindaco     | [ 11 ] |
| 16 maggio 2011   | 4 giugno 2016    | Francesco Gallo     | lista civica Democrazia e lavoro                               | Sindaco     | [ 11 ] |
| 5 giugno 2016    | in carica        | Alessandro Marchese | lista civica Borgo Insieme                                     | Sindaco     | [ 11 ] |

## Sport
Impianti sportivi: 
- Campo sportivo comunale "Gigi Meroni".
- Palestra comunale "Giuseppe Tosi".
- Pista di go-kart "Pista azzurra".
- Pista di supermotard
- Centro ippico "Il Brughetto".
- Centro ippico “Cascina Agenor“
- Centro ippico "La Ghiandaia".
- Campo da golf "Arona golf".
- Campo da golf "Agrate Conturbia golf club"

## Galleria d'immagini

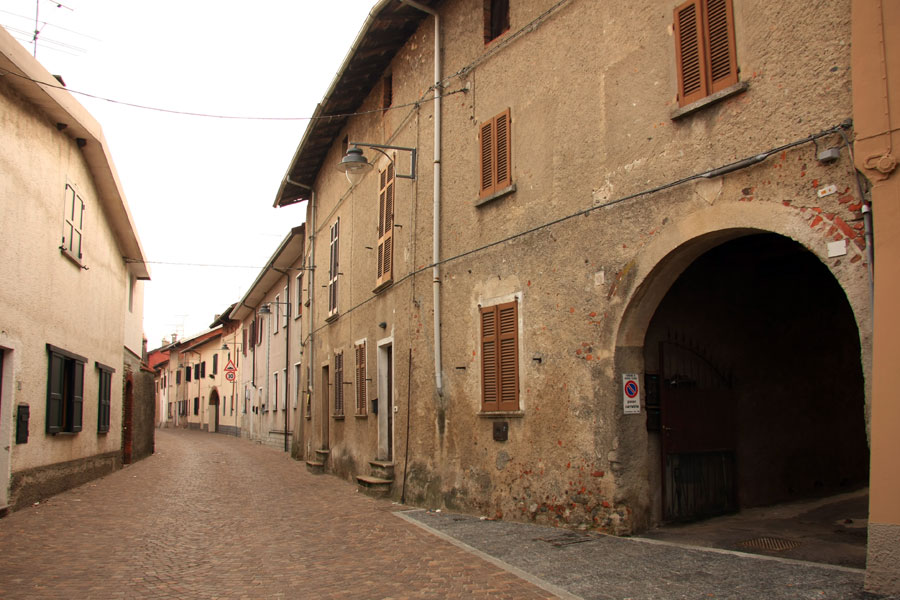
Una via del centro storico
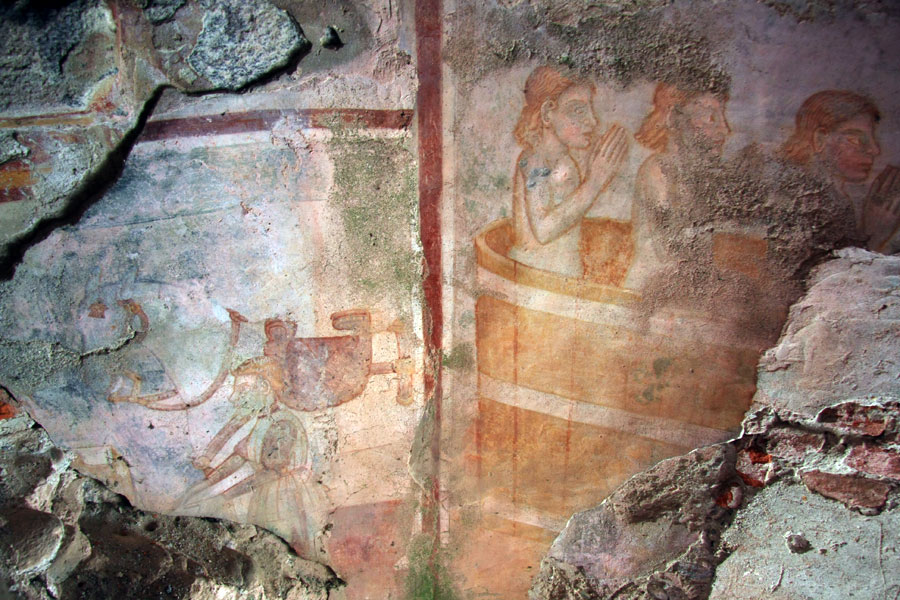
Affreschi alla base del campanile
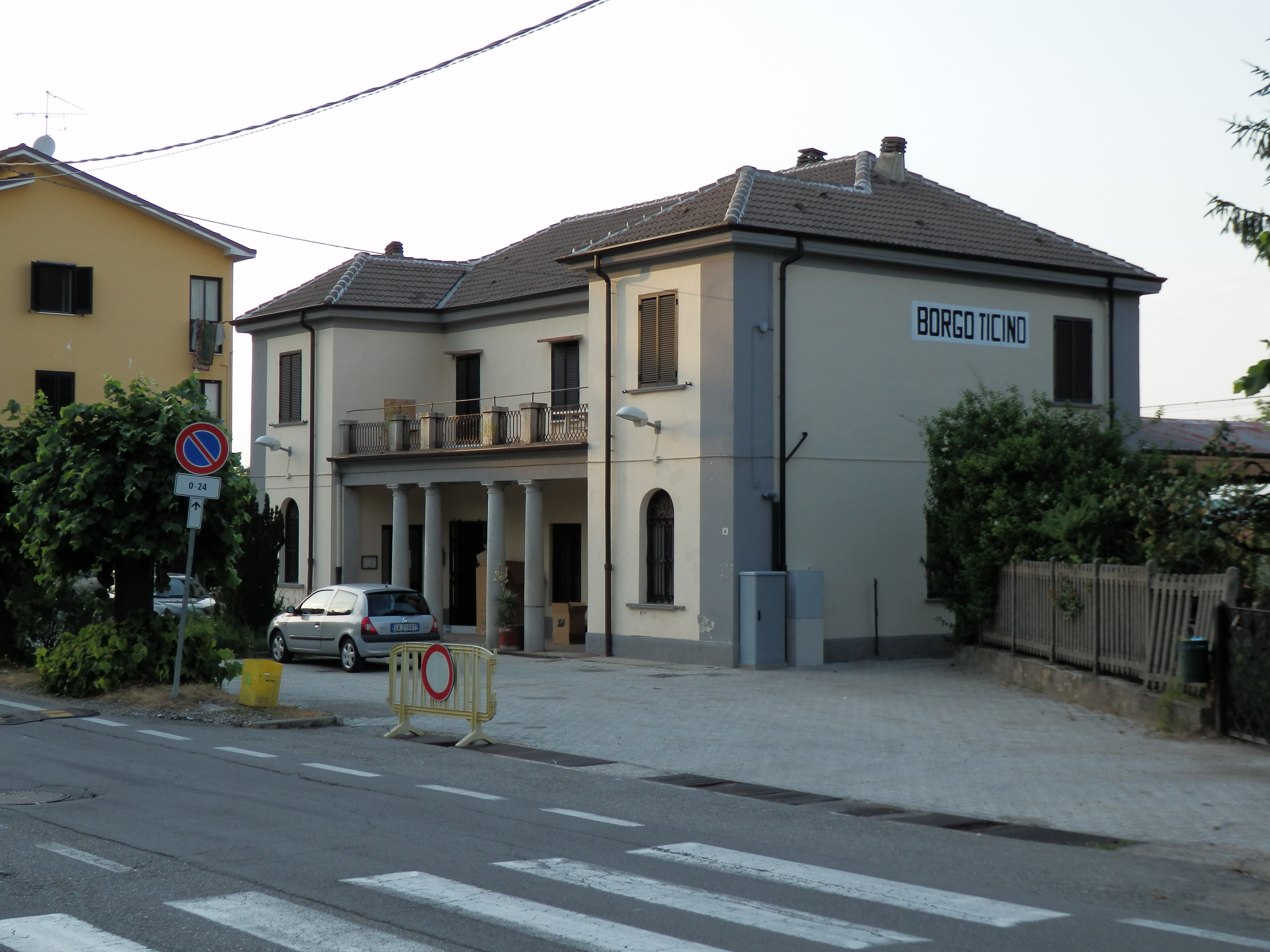
Stazione di Borgo Ticino
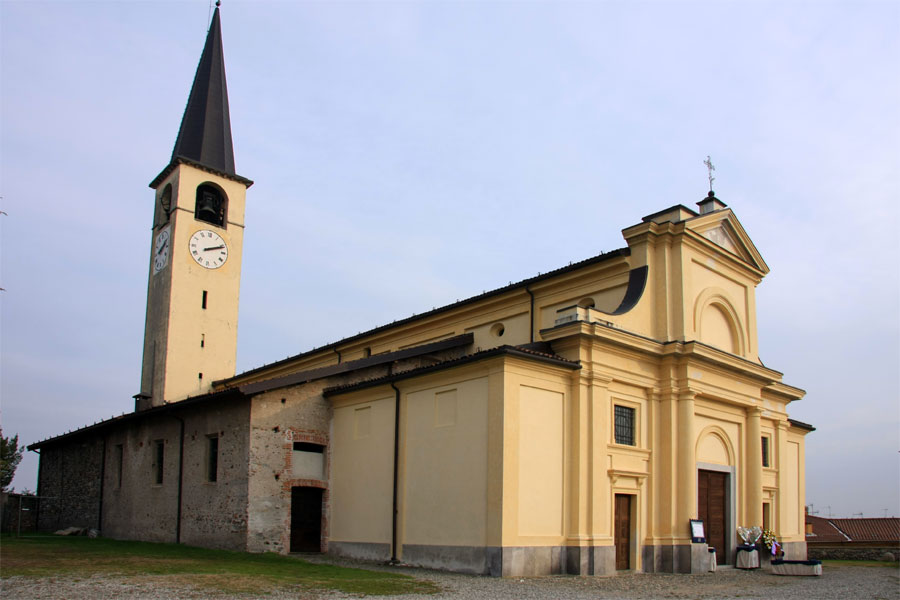
Chiesa Di Borgo Ticino